# Liste der Bischöfe von Orkney
Die Namen und die Reihenfolge der frühen Bischöfe von Orkney sind mit großen Unsicherheiten behaftet. Es gibt mehrere Quellen mit unterschiedlichen Namen:
1. „Biskupatal“ (Bischofsliste) von Björn aus Skarðsá aus der Zeit um 1350 oder früher, abgedruckt im Diplomatarium Islandicum.[1] Er schreibt dazu, dass er sie aus einem Buch übernommen habe, dass vor der großen Seuche 1350 geschrieben gewesen sei.
2. In der Orkneyinga saga werden ebenfalls Bischöfe von Orkney erwähnt, die zum Teil mit der „Biskupatal“ übereinstimmen.
3. Þormóður Torfason berichtet in seinem Werk Orcades seu rerum Orcadensium historiae. Kopenhagen 1697 im „Historiae Orcadensis liber II“ (De primis insularum episcopis …) ebenfalls von Bischöfen.
4. Davon weichen die Angaben Adams von Bremen in der „Bischofsgeschichte der Hamburger Kirche“ ab, die aber ebenfalls keine Jahreszahlen oder zuverlässige Reihenfolge angibt.
5. Englische Chroniken bezeugen, dass neben dem Erzbischof von Hamburg auch der Erzbischof von York Bischöfe für Orkney ernannte, die offenbar gleichzeitig amtierten, möglicherweise unterstützt von konkurrierenden Jarlen.

Ursprünglich hatte Orkney zum englischen Episkopat gehört. Aber Adam von Bremen berichtet, dass von Orkney zu ihm eine Gesandtschaft gekommen sei und Missionare und einen Bischof erbeten habe. Daraufhin habe dieser im Auftrag des Papstes Thorulf geweiht. Zu dieser Nachricht passt, dass nach der Orkneyinga saga Jarl Þorfinnr eine Romreise unternommen habe und nach seiner Rückkehr auf Birsey (Byrgisherað) eine große Bischofskirche habe erbauen lassen. Der Jarl hatte ein gespanntes Verhältnis zu Jarl Sigurd von Northumberland und unterstellte sich dem norwegischen König. Er hatte also Veranlassung, sich der englischen Kirche zu entziehen. Die Bischöfe Schottlands scheinen sich dem widersetzt zu haben. Maurer zitiert in Bd. 2 S. 618 Fußnote 182 englische Quellen, nach denen der schottische Episkopat noch um 1084 Bischöfe für Orkney geweiht habe. In der Zeit des norwegischen Königs Olav Kyrre war die norwegische Königsmacht in Orkney nicht präsent. Die ersten Bischöfe scheinen bis auf Thorulf keine tiefgreifenden Spuren hinterlassen zu haben, da sie in den skandinavischen Bischofslisten übergangen werden. Diese beginnen in der Regel mit Wilhelm I.
Nach 1382 hat das Abendländische Schisma (1378–1417) dazu geführt, dass nebeneinander Bischöfe für Orkney sowohl vom Papst in Rom als auch vom Gegenpapst in Avignon geweiht wurden, denn Norwegen unterstützte den Papst in Rom, Schottland den Papst in Avignon.

## Die Bischöfe
Die folgenden Personen waren Bischöfe von Orkney:
- um 1035 Henrik I. (Erst Kaplan bei König Knut II., dann Missionsbischof von England geschickt; später Bischof von Lund)[3]
- 1072 Thorulf (von Adalbert von Bremen)[4] wurde später Bischof von Viken (Gegend um den Oslofjord) in Norwegen.[5]
- um 1081 Raudolfur (Roðúlfr), noch während der Amtszeit von Thorulf vom Erzbischof Thomas von York geweiht und daher als nicht rechtmäßig angesehen.[6]
- (Rodserning) nur in „Biskupatal“ erwähnt, sonst nirgends.
- 1055 Johann I.[7]
- 1043×1072 Adalbert (von Adalbert von Bremen als Bischof nach Orkney geschickt, ging dann nach Norwegen.)[8]
- 1100×1108 Roger, geweiht von Erzbischof Girardus von York (1100–1108) als Nachfolger Raudolfurs. Zeitgleich mit Wilhelm I.[2]
- 1109×1114–1129×1151 Radulf, geweiht von Erzbischof Thomas II. von York (1109–1114) geweiht. Zeitgleich mit Wilhelm I.[2]
- 1102–1168 Wilhelm I. der Alte. Mit ihm hat sich die hamburgisch-norwegische Kirche durchgesetzt. Dies geschah anlässlich der Gründung der Erzdiözese Nidaros durch Kardinal Breakspear.[9]
- 1168–1188 Wilhelm II.
- 1188–1222 Bjarni Kolbeinsson Skald (Dichter der Jómsvíkingadrápa)[10]
- 1223–1246 Gottfried (Jofreyrr)
- 1247–1269 Henrik (auch „Hervi“ oder „Herui“, wohl auf Grund eines Abschreibfehlers). Er wird in den Quellen „Kanoniker auf Orkney“ genannt. Das ist die erste schriftliche Erwähnung eines Domkapitels in Orkney. Er war unehelicher Geburt und benötigte eine Dispens vom Papst.[11]
- 1270–1284 Peter
- 1286–1309 Dolgfinnr, geweiht von Bischof Andres von Oslo (1267–1287)
- 1310–? Wilhelm III. Er hat über 15 Jahre den Peterspfennig in Höhe von 53 Gewichts-Mark Sterling unterschlagen. Sein Todesdatum ist unbekannt.[12]
- 1369–1383 Wilhelm IV.[13]
- um 1382–1394 Johann II. von Pentlar (danach Bischof von Grönland)
- 1383–1391 Robert Sinclair (Gegenbischof von Gegenpapst Clemens VII. in Avignon, danach Bischof von Dunkeld)
- 1394 Heinrich II. (von Bonifatius IX. in Rom ernannt. Vorher Bischof von Grönland, tauscht den Bischofssitz mit Johann II.)[14]
- 1396–1397×1418 John Pak von Colchester (Johannes Anglus)
- 1398×1407–1414 Alexander de Vaus (Elekt, Gegenbischof durch den Gegenpapst Benedikt XIII. in Avignon, danach 1419–1428 Bischof von Caithness)
- 1415–1419 William Stephani, Gegenbischof durch den Papst in Avignon, danach Bischof von Dunblane
- 1418–1461 Thomas de Tulloch von Martin V. ernannt.
- 1461–1477 William de Tulloch. 1477 wurde er nach Moray versetzt.
- 1477–1503×1506 Andrew Pictoris
- 1503×1506–1524×1525 Edward Stewart
- 1524–1526 John Benston
- 1526–1541 Robert Maxwell
- 1541–1558 Robert Reid
- 1559–1593 Adam Bothwell

## Bischöfe derChurch of Scotland
- 1605–1615 James Law (danach Erzbischof von Glasgow)
- 1615–1638 George Graham (vorher Bischof von Dunblane)
- 1639 Robert Barron (Elekt)
- 1638–1661 Bistum abgeschafft
- 1662–1663 Thomas Sydserf (vorher Bischof von Galloway und Brechin)
- 1664–1676 Andrew Honeyman
- 1677–1688 Murdoch MacKenzie (vorher Bischof von Moray)
- 1688 Andrew Bruce (vorher Bischof von Dunkeld)